# Józef Szeryński
Józef Andrzej Szeryński, född 8 november 1892 eller 1893, död 23 eller 24 januari 1943 i Warszawa, var en polsk-judisk polisöverste. Under andra världskriget ledde han den judiska gettopolisen (tyska Jüdischer Ordnungsdienst, polska Żydowska Służba Porządkowa) i Warszawa.

## Biografi
Józef Szeryński föddes i en judisk familj, men när Polen återfick sin självständighet efter första världskriget konverterade han till kristendomen och utvecklade en antisemitisk hållning.
Vid andra världskrigets 1939 utbrott greps Szeryński men släpptes inom kort. Tillsammans med sin familj bosatte han sig senare i Warszawas getto. I november 1940 fick han av juderådets ledare Adam Czerniaków i uppdrag att bilda en gettopolis, en obeväpnad judisk poliskår som samarbetade med tyskarna. Gettopolisens uppgifter innebar att upprätthålla ordningen, förhindra att gettoinvånare flydde samt exekvera tyska tvångsåtgärder. Under Szeryńskis befäl grep och föste gettopolisen samman judar till Umschlagplatz, varifrån de per tåg transporterades till förintelselägret Treblinka. Szeryński beordrade att polisen i första hand skulle låta deportera barn och sjuka, då de utgjorde de svagaste.
Szeryński blev med tiden avskydd av gettots invånare, då han regelbundet informerade tyskarna om förhållandena i gettot, tog mutor och bedrev svartabörsverksamhet. Den 1 maj 1942 greps Szeryński, anklagad för att ha stulit pälsar som konfiskerats från den judiska befolkningen. Han släpptes mot löfte att hjälpa tyskarna i deras Großaktion Warschau, de omfattande deportationerna av judar från Warszawas getto till Treblinka. Under Szeryńskis tid i fängsligt förvar hade gettopolisen letts av hans ställföreträdare Jakub Lejkin. 
I augusti 1942 sköts Szeryński i halsen av Izrael Kanał, en av gettopolisens medlemmar som även samarbetade med gettots underjordiska motståndsrörelse, Judiska kamporganisationen (polska Żydowska Organizacja Bojowa, ZOB). Szeryński överlevde, men i oktober samma år sköts Lejkin ihjäl av kamporganisationen. Den 18 januari 1943 inledde tyskarna den andra stora deportationsaktionen. Kort därefter begick Szeryński självmord genom att inta cyankalium, då han insåg att han skulle komma att gripas av ZOB.